# Johannes Siemer
Heinrich Johannes Siemer (* 12. Februar 1906 in Bremen; † 18. Mai 1957 ebenda) war ein deutscher Politiker (Deutsche Partei (DP)) und Mitglied der Bremischen Bürgerschaft.

## Biografie
Nach dem Schulbesuch mit Abschluss der Mittleren Reife absolvierte er eine kaufmännische Ausbildung und war danach berufstätig, seit 1929 in Berlin. Von 1940 an war er Soldat und geriet nach Kriegsende in Kriegsgefangenschaft, aus der er 1948 entlassen wurde. Danach arbeitete er zunächst als Handelsvertreter und ab 1952 als Geschäftsführer einer Autovermietung.

## Politik
Er war vom Juni 1931 bis Oktober 1932 NSDAP-Mitglied (Austritt) und von Juni 1931 bis Oktober 1932 in der SA (Austritt).
Im Juni 1937 stellte er einen Antrag auf Wiederaufnahme in die NSDAP, in dem er „als Grund für seinen Austritt im Herbst 1932 eine zunehmende Zahl von Übergriffen seines SA-Sturms auf Angehörige anderer ‚nationaler‘ Verbände, u. a. des ‚Stahlhelms‘, nennt“.
Dieser Antrag wurde im Oktober 1938 abgelehnt, darauf im Mai 1942 erneuter Wiederaufnahmeantrag, „der im Oktober 1942 ebenfalls abgelehnt wird, allerdings mit dem Hinweis, ‚nach Ausscheiden aus der Wehrmacht bzw. nach Kriegsende‘ einen neuerlichen Antrag zu stellen“.
Von Juli 1933 bis 1945 war Siemer Amtswalter der Deutschen Arbeitsfront (DAF), seit Februar 1937 dort Betriebsobmann.
Nach seiner Entlassung aus der Kriegsgefangenschaft wurde er Mitglied der rechtsgerichteten Deutschen Partei (DP), für die er von  Oktober 1955 bis zu seinem Tod im Mai 1957 Mitglied der 4. Bremischen Bürgerschaft war.